# The Seven Cities of Gold
The Seven Cities of Gold è un videogioco strategico sviluppato nel 1984 da Ozark Softscape e pubblicato da Electronic Arts. Ideato da Dan Bunten, il titolo ha influenzato videogiochi successivi tra cui Sid Meier's Pirates! e Sid Meier's Civilization. Originariamente sviluppato per Atari 8-bit, il gioco è stato convertito per numerose piattaforme, comprese alcune a 16-bit. Il 2 gennaio 1993 è stato pubblicato un remake del gioco dal titolo Seven Cities of Gold: Commemorative Edition, distribuito tramite GOG.com.
Basato sulla leggenda delle sette città d'oro, Seven Cities of Gold è ambientato nel XV secolo durante la colonizzazione del Nuovo Mondo da parte dell'impero spagnolo. Il gioco prevede la possibilità di generare mappe casuali realistiche.
Il giocatore assume il ruolo di un esploratore tardo-quattrocentesco per l'Impero spagnolo, prendendo il largo verso il Nuovo Mondo al fine di esplorare la mappa e interagire con i nativi al fine di guadagnare oro e soddisfare la corte spagnola. Il nome deriva dalle "sette città" di Quivira e Cíbola che si dicevano si trovassero da qualche parte nel sud-ovest degli Stati Uniti. È considerato uno dei primi giochi open world.